# Maurice Samuel
Maurice Samuel (geboren 8. Februar 1895 in Măcin, Rumänien; gestorben 4. Mai 1972 in New York City) war ein US-amerikanischer Autor und Übersetzer rumänisch-jüdischer Herkunft.

## Leben
Maurice Samuel, Sohn des Isaac Samuel und der Fanny Acker, zog um 1900 mit seinen Eltern aus Rumänien nach Paris, von dort weiter nach Manchester, wo er die Schule absolvierte und die Manchester University besuchte. Dort traf er das erste Mal auf den Chemieprofessor Chaim Weizmann. Samuel brach das Studium ab, hielt sich eine Zeit in Paris auf und wanderte 1914 nach Ausbruch des Ersten Weltkriegs in die USA aus. Beim Eintritt der Vereinigten Staaten in den Ersten Weltkrieg 1917 wurde er Soldat der American Expeditionary Forces am Kriegsschauplatz in Frankreich. Nach dem Krieg gehörte er zu der unter der Leitung von Henry Morgenthau senior eingesetzten Kommission zur Untersuchung der Pogrome in Polen, die im Oktober 1919 den Morgenthau Report vorlegte. In Paris arbeitete er 1919 als Übersetzer bei der Versailler Friedenskonferenz und danach für die Reparations Commission in Berlin und Wien. Samuel kehrte 1921 in die USA zurück und veröffentlichte seinen ersten Roman The Outsider. Er arbeitete in den 1920er Jahren für die Zionist Organization of America und insbesondere für den Vorsitzenden der Zionistischen Weltorganisation Weizmann. Mit Weizmann schrieb er später dessen Autobiografie. Samuel nahm an den Versammlungen der Zionistenkongresse in den USA teil. In den 1930er Jahren hielt er sich als Autor und „Maggid“ (politischer Redner) vornehmlich in Palästina auf.
Samuel schrieb sowohl Romane und Epik als auch historische Sachbücher und Bücher zu aktuellen politischen Fragen des Judentums. 1925 wurde sein Stück Der Wanderer von Raoul Walsh verfilmt. Er übertrug jiddische Literatur ins Englische, so 1926 Gedichte von Chaim Nachman Bialik, außerdem Werke von Scholem Alejchem, Jizchok Leib Perez, Israel Joschua Singer (Di brider Ashkenasi, 1936) und Isaac Bashevis Singer.
Samuel übersetzte auch die Haggada aus dem Aramäischen und Hebräischen ins Englische.
Aus dem Französischen übersetzte er Edmond Flegs Jüdische Anthologie. 1929 übersetzte er den anonymen Antikriegsroman Schlump aus dem Deutschen ins Englische. In der Zeit des Nationalsozialismus unterstützte er die Emigranten aus Europa. Er war mit Erika Mann und Klaus Mann befreundet und übersetzte für Erika The lights go down, außerdem für Martin Gumpert Heil Hunger! : health under Hitler, für Emil Ludwig Roosevelt. A study in fortune and power, für Alex Bein dessen Theodor-Herzl-Biografie, für Schalom Asch My personal faith und für Soma Morgenstern The testament of the lost son.
Mit Mark Van Doren moderierte er in den 1950er Jahren eine Radiosendereihe über Figuren aus der Bibel. 
Unter seinen Auszeichnungen war der Manger-Preis für jiddische Literatur.

## Schriften (Auswahl)
Werke
- The Outsider (1921)
- Whatever Gods (1923)
- Beyond Woman (1934)
- Web of Lucifer: A novel of the Borgia fury (1947)
- The Devil that Failed (1952)
- The Second Crucifixion (1960)

Sachbücher
- The A.B.C. of Zionism: A simple outline of the history, aims and growth of the Zionist movement and its principal instruments. New York : Zionist Organization of America, 1923
- You Gentiles (1924)
- I, the Jew (1927)
- What Happened in Palestine: The Events of August, 1929: Their Background and Significance
- King Mob: A Study of the Present-Day Mind (1931)
- On the Rim of the Wilderness: The Conflict in Palestine (1931)
- Jews on Approval (1932)
- The Great Hatred (1940)
  - Das Netz des Bösen. Dt. Ubertr. von Ilse Krämer. Zürich : Humanitas Verl., 1949
- The World of Sholom Aleichem (1943)
- Harvest in the Desert (1944)
- Haggadah of Passover (1947)
- Prince of the Ghetto (1948) – Biografie über Jizchok Leib Perez
- The Gentleman and the Jew. Autobiografie. New York, Knopf, 1950
- Level Sunlight (1953)
- Certain People of the Book (1955)
- The professor and the fossil; some observations on Arnold J. Toynbee's A study of history. New York, Knopf, 1956
- Little Did I Know: Recollections and Reflections (1963)
- Blood Accustation: the Strange History of the Beiliss Case (1966)[4]
- Light on Israel (1968)
- In Praise of Yiddish (1971)
- In the Beginning, Love: Dialogues on the Bible (1975)